# Renato Mori
Renato Pietro Mori (Milano, 29 maggio 1935 – Roma, 22 agosto 2014) è stato un attore, doppiatore e direttore del doppiaggio italiano.

## Biografia
Tra il 1978 e il 1980 interpretò De Guiche nella commedia musicale Cyrano, scritta da Riccardo Pazzaglia e Domenico Modugno, per la regia di Daniele D'Anza. Ricoprì anche un ruolo di rilievo nello sceneggiato televisivo La Piovra, nei panni del commissario Altero, e in Squadra antimafia - Palermo oggi, nel ruolo del colonnello Eugenio Greco. 
Voce principale di Morgan Freeman, per il cui doppiaggio è stato premiato da una giuria di critici, tra gli attori da lui più frequentemente doppiati figuravano Gene Hackman, James Earl Jones e John Rhys-Davies. Doppiò anche Umberto D'Orsi nel film Fantozzi. Inoltre è sua la voce di Pierre Mondy nel telefilm Il commissario Cordier, nonché dell'ergastolano Bartolo, detto "il Monzese", interpretato da Elio Crovetto, nel film Delitto a Porta Romana.
Per la radio ha partecipato alla trasmissione radiofonica Dylan Dog, in onda su Radio Due, nei panni dell'ispettore Bloch. Nel luglio 2008 gli viene conferito il premio Leggio d'oro alla carriera.
È deceduto a Roma il 22 agosto 2014, a 79 anni, dopo una lunga malattia che l'aveva tenuto lontano dalle scene fin dal 2011. Il corpo è stato tumulato al cimitero Flaminio di Roma.
Era il padre di Simone Mori anch'egli attore e doppiatore.

## Filmografia

### Cinema
- Rosmunda e Alboino, regia di Carlo Campogalliani (1962)
- Il trucido e lo sbirro, regia di Umberto Lenzi (1976)
- Bruciati da cocente passione, regia di Giorgio Capitani (1976)
- Assassinio sul Tevere, regia di Bruno Corbucci (1979)
- Aragosta a colazione, regia di Giorgio Capitani (1979)
- Odio le bionde, regia di Giorgio Capitani (1980)
- Delitti, amore e gelosia, regia di Luciano Secchi (1982)
- Pizza Connection, regia di Damiano Damiani (1985)
- Voyage à Rome, regia di Michel Lengliney (1992)
- La chance, regia di Aldo Lado (1994)
- Banditi, regia di Stefano Mignucci (1995)

### Televisione
- Aprite: polizia!, regia di Daniele D'Anza – miniserie TV 1x02 (1958)
- Il mondo è una prigione, regia di Vittorio Cottafavi – film TV (1962)
- Il mulino del Po, regia di Sandro Bolchi – miniserie TV (1963)
- L'assassinio dei fratelli Rosselli, regia di Silvio Maestranzi – miniserie TV (1974)
- Il marsigliese, regia di Giacomo Battiato – miniserie TV (1975)
- Extra, regia di Daniele D'Anza – miniserie TV (1976)
- Camilla, regia di Sandro Bolchi – miniserie TV (1976)
- L'ospite inatteso, regia di Daniele D'Anza – film TV (1980)
- Inverno al mare, regia di Silverio Blasi – miniserie TV (1981)
- Il fascino dell'insolito – serie TV, episodio 2x02 (1981)
- Un paio di scarpe per tanti chilometri, regia di Alfredo Giannetti – miniserie TV (1981)
- Quell’antico amore di Giansiro Ferrata e Elio Vittorini, regia di Anton Giulio Majano – miniserie TV (1981-1982)
- Delitto di stato, regia di Gianfranco De Bosio – miniserie TV (1982)
- La piovra, regia di Damiano Damiani – miniserie TV (1984)
- La piovra 2 – serie TV (1986)
- Una lepre con la faccia di bambina, regia di Gianni Serra – film TV (1989)
- Il gorilla, regia di Gianfranco Albano (1990-1991)
- Il giudice istruttore, regia di Gianfranco Albano (1990)
- Un commissario a Roma – serie TV (1993)
- Il caso Graziosi, regia di Sandro De Santis – film TV (1996)
- Ci vediamo in tribunale, regia di Domenico Saverni – film TV (1996)
- La piovra 8 - Lo scandalo, regia di Giacomo Battiato – miniserie TV (1997)
- Provincia segreta 2 – serie TV (2000)
- Il maresciallo Rocca 3 – serie TV (2001)
- Distretto di Polizia 2 – serie TV, episodio 2x01 (2001)
- Cuore di donna, regia di Franco Bernini (2002)
- Incantesimo – serial TV (2002)
- Squadra antimafia - Palermo oggi – serie TV, 5 episodi (2009-2010)

## Prosa radiofonica Rai
- Francillon di Alexandre Dumas figlio, regia di Umberto Benedetto, trasmessa il 25 marzo 1957.
- Dylan Dog, da Tiziano Sclavi, adattamento e regia di Armando Traverso (2002-2004)

## Teatro
- Cyrano (1978-1979 e 1979-1980), regia di Daniele D'Anza

## Doppiaggio

### Film
- Morgan Freeman in Johnny il bello, Glory - Uomini di gloria, Il falò delle vanità, Virus letale, Seven, Moll Flanders, Il collezionista, Nella morsa del ragno, Amistad, Pioggia infernale, Deep Impact, Under Suspicion, Betty Love, High Crimes - Crimini di stato, Al vertice della tensione, L'acchiappasogni, Una settimana da Dio, Levity, Robin Hood - Principe dei ladri (ridoppiaggio), Brivido biondo, Million Dollar Baby, Danny the Dog, Edison City, Il vento del perdono, La guerra dei mondi, Slevin - Patto criminale, 10 cose di noi, Feast of Love, Non è mai troppo tardi, Love Guru, Batman Begins, Il cavaliere oscuro, Invictus - L'invincibile
- Gene Hackman in La conversazione, Lo spaventapasseri, La bandera - Marcia o muori, In tre sul Lucky Lady, Formula 1 - La febbre della velocità, Reds, Uccidete la colomba bianca, Il principio del domino: la vita in gioco, Bersaglio di notte, Il braccio violento della legge Nº 2, Pronti a morire, Geronimo, Il socio, Cartoline dall'inferno, Poliziotti a due zampe, Wyatt Earp
- M. Emmet Walsh in Serpico, Vigilato speciale, Lo straccione, Blade Runner, Critters (Gli extraroditori), Insoliti criminali, Wild Wild West, Poliziotti a domicilio, Il distintivo di vetro, Striscia, una zebra alla riscossa
- John Rhys-Davies in I predatori dell'arca perduta, 007 - Zona pericolo, Indiana Jones e l'ultima crociata, Il Signore degli Anelli - La Compagnia dell'Anello, Il Signore degli Anelli - Le due torri, Il Signore degli Anelli - Il ritorno del re, Principe azzurro cercasi
- James Earl Jones in Caccia a Ottobre Rosso, Giochi di potere, Sotto il segno del pericolo, I signori della truffa, Giardini di pietra, L'ultima Africa, Amnesia investigativa, L'uomo dei sogni, A casa con i miei
- Jack Warden in Il presidio - Scena di un crimine, La notte e la città, Per legittima accusa, Un amore tutto suo, Bulworth - Il senatore, Dirty Work - Agenzia lavori sporchi
- Bill Cobbs in Guardia del corpo, First Kid - Una peste alla Casa Bianca, Via dall'incubo, Hard Luck - Uno strano scherzo del destino, Zampa e la magia del Natale
- Rod Steiger in Lo specialista, The Bomber Boys - Un'avventura esplosiva!, A spasso col rapinatore, Viaggio senza ritorno, Giorni contati - End of Days, Pazzi in Alabama
- Joss Ackland in La collina dei conigli, Lo zoo di Venere, Jekyll & Hyde, Tre colonne in cronaca, No Good Deed - Inganni svelati, K-19, Surviving Picasso
- Brian Dennehy in Rambo, Best Seller, Presunto innocente, L'ultima estate - Ricordi di un'amicizia, Assault on Precinct 13
- Edward Asner in JFK - Un caso ancora aperto, Il destino nella culla, Elf - Un elfo di nome Buddy
- Rip Torn in Men in Black, Men in Black II, Marie Antoinette
- Robert Shaw in Lo squalo, La stangata
- R. Lee Ermey in Scuola di eroi, Assatanata
- Michael Gambon in Il cuoco, il ladro, sua moglie e l'amante, Mary Reilly
- Maury Chaykin in Il diavolo in blu, Corsari, Una vita esagerata, La maschera di Zorro, Mystery, Alaska
- Jason Robards in Philadelphia, Magnolia
- Charles Hallahan in Decisione critica, The Fan - Il mito
- Thom Barry in The Fast and the Furious, 2 Fast 2 Furious
- Tony Burton in Rocky IV, Rocky V
- Oliver Reed in Le avventure del barone di Munchausen
- Alan Tilvern in Chi ha incastrato Roger Rabbit
- Roger Allam in Inkheart - La leggenda di cuore d'inchiostro
- Leonard Nimoy in Terrore dallo spazio profondo
- Jean Gabin in La gang dell'Anno Santo
- Hulk Hogan in Rocky III
- Godfrey James in Piccolo grande amore
- Mel Brooks in Robin Hood - Un uomo in calzamaglia, The Producers - Una gaia commedia neonazista
- Bruce McGill in Timecop - Indagine dal futuro
- Allan Rich in Highlander II - Il ritorno
- Hal Frank in Ovunque nel tempo
- Ron McLarty in L'uomo del giorno dopo
- Mel Smith in Ma guarda un po' 'sti americani!
- Richard Roundtree in Corky Romano - Agente di seconda mano
- Ralph Bellamy in Pretty Woman
- Ron Dean in Il fuggitivo
- Marc de Jonge in Rambo III
- Fred Dalton Thompson in Cape Fear - Il promontorio della paura, Giorni di tuono, Cuore di tuono
- Max von Sydow in Solomon Kane
- Orson Welles in C'è qualcosa di strano in famiglia
- Fyvush Finkel in Amore con interessi
- Art Evans in Interstate 60
- Stacy Keach in Fatal Contact - Il contagio viene dal cielo
- Walter Matthau in Dennis la minaccia, Love After Death, Avviso di chiamata
- Wilford Brimley in La cosa, Tender Mercies - Un tenero ringraziamento, Il migliore
- Ossie Davis in Aule turbolente, Il cliente
- Bruce Kirby in Crash - Contatto fisico
- Michael P. Moran in Scarface
- George Dzundza in Belva di guerra
- L.Q. Jones in L'urlo dell'odio
- Patrick Godfrey in Oliver Twist
- Umberto D'Orsi in Fantozzi
- Elio Crovetto in Delitto a Porta Romana
- Michael Klenfner in The Blues Brothers
- Julian Glover in Harry Potter e la camera dei segreti
- Gordon Tootoosis in Vento di passioni
- Feodor Chaliapin Jr. in Il nome della rosa
- Jack Palance in Squadra antiscippo
- Noble Willingham in Qualcosa di personale
- George DiCenzo in Ritorno al futuro
- Gerard Murphy in C'era una volta in America
- George Martin in Innamorarsi
- Richard C. Sarafian in Bugsy
- Robert Prosky in Cuori ribelli
- Michel Constantin in Il bestione
- Rik Battaglia in Ritornano quelli della calibro 38
- John Amos in Sorvegliato speciale
- Daniele Vargas in Spaghetti a mezzanotte
- John Ashton in Prima di mezzanotte
- James Gleason in La moglie del vescovo (ridoppiaggio)
- Harve Presnell in Salvate il soldato Ryan
- Richard Kuss in Il cacciatore
- David Johansen in S.O.S. fantasmi
- Hoyt Axton in Non siamo angeli
- Thomas Hunter in Cassandra Crossing
- Peter Boyle in Taxi Driver
- Colin Blakely in Don Camillo
- Frank McRae in Last Action Hero - L'ultimo grande eroe
- Gérard Tichy in Surcouf, l'eroe dei sette mari
- Patrick O'Neal in Giorni di gloria... giorni d'amore
- Anthony Quinn in La Salamandra
- Prefetto in Taxxi

### Film d'animazione
- Il Coniglio Nero della morte ne La collina dei conigli
- Rudnick in Heavy Metal
- Napoleone in La fattoria degli animali
- Wylie Burp in Fievel conquista il West
- Cornelius in C'era una volta nella foresta
- Lo Specchio Magico in Biancaneve - E vissero felici e contenti
- Long John Silver in Pagemaster - L'avventura meravigliosa
- John Silver in Il pianeta del tesoro
- Chef in South Park - Il film: più grosso, più lungo & tutto intero
- Hathi ne Il libro della giungla 2
- Chiave #1 in Gli Animotosi nella terra di Nondove
- Gordy in Boog & Elliot - A caccia di amici
- Theseus in Una magica notte d'estate
- Presidente in Paprika - Sognando un sogno
- Babbo Natale in Futurama - Il colpo grosso di Bender

### Serie televisive
- Stênio Garcia in Giungla di cemento
- Cláudio Corrêa e Castro in Fiore selvaggio
- Leonard Nimoy in Fringe
- Max von Sydow in I Tudors
- Danny Dayton, Sunshine Parker, Burt Young, Frank Adamson, John Colicos, Teddy Doyle, Bernard Behrens, Mavor Moore, David Hemblen, Al Waxman, Leon Pownall, James Millington e John Huston in Alfred Hitchcock presenta
- Jude Ciccolella, Mike Starr, Chris Ellis e Richard V. Licata in CSI: NY
- Jack Hedley in San Paolo
- Lou Ferrigno in L'incredibile Hulk
- Mario Adorf in Olga e i suoi figli
- Il Grande Drago in Merlin (stagioni 1-2)
- Peter Falk ne Il ritorno di Colombo
- Pierre Mondy in Il commissario Cordier

### Cartoni animati
- Norman in Raw Toonage e Marsupilami
- H.G. Blob (1ª voce), Vento che canta (ep. 3x10), Melllvar (ep. 4x11) e Babbo Natale (st. 5) in Futurama
- Il Generale Nero (1ª voce) e generale Rigan (ep. 12) nel Grande Mazinga[3]
- BK1 (Briking) in Kyashan - Il ragazzo androide
- Agente Z in Men in Black
- Chef in South Park (doppiaggio SEFIT-CDC)
- Narratore degli episodi in Mucca e Pollo
- Re Grava Aston nei Cieli di Escaflowne
- Colonnello Hathi in Cuccioli della giungla

### Pubblicità
- Spot Tv Coop con Luciana Littizzetto

### Direttore del doppiaggio
- Piccoli grandi eroi, Nell'occhio del ciclone, Un gioco per due, Il giorno in cui il mondo finì, Seinfeld, Un uomo a domicilio, Doc, Malcolm, Venus & Apollon, Revelations, The Unusuals - I soliti sospetti, Topazio

### Videogiochi
- Lucius Fox in Batman Begins[4]
- Auguste Gusteau in Ratatouille[5]